# Krisztina Regőczy
Dans le nom hongrois Regőczy Krisztina, le nom de famille précède le prénom, mais cet article utilise l’ordre habituel en français Krisztina Regőczy, où le prénom précède le nom.
Krisztina Regőczy, née le 19 avril 1955 à Budapest, est une patineuse artistique hongroise qui concourait en danse sur glace avec András Sallay.

## Biographie

### Carrière sportive
Elle remporte notamment la médaille d'argent lors des Jeux olympiques d'hiver de 1980 se déroulant à Lake Placid aux États-Unis. La même année elle remporte le titre de championne du monde ainsi que celui de vice-championne d'Europe pour la deuxième fois. Elle a gagné le championnat de Hongrie à neuf reprises.

## Palmarès
| Compétitions            | 1970 | 1971 | 1972 | 1973 | 1974 | 1975 | 1976 | 1977 | 1978 | 1979 | 1980 |
| Jeux olympiques d'hiver |      |      | -    |      |      |      | 5e   |      |      |      | 2e   |
| Championnats du monde   |      |      |      | 13e  | 6e   | 6e   | 4e   | 4e   | 3e   | 2e   | 1re  |
| Championnats d'Europe   | 13e  | 14e  | 11e  | 10e  | 7e   | 6e   | 4e   | 2e   | 3e   | 3e   | 2e   |
| Championnats de Hongrie |      |      | 1re  | 1re  | 1re  | 1re  | 1re  | 1re  | 1re  | 1re  | 1re  |
| Légende : F= Forfait    |      |      |      |      |      |      |      |      |      |      |      |